# Royal Air Force
De Royal Air Force, kortweg RAF, is de luchtmacht van het Verenigd Koninkrijk. Haar wapenspreuk luidt "Per ardua ad astra" (= Langs tegenslag naar de sterren).

## Geschiedenis

### Voorgeschiedenis
De Britse militaire luchtvaart begon in de tweede helft van de 19e eeuw met luchtballonnen. Ze werden gebruikt door het leger, en meer bepaald de genie. Vervolgens kwam het luchtschip op. Het eerste Britse luchtschip vloog in 1907. Intussen was in de Verenigde Staten het vliegtuig uitgevonden, en op 16 oktober 1908 maakte de Amerikaan Samuel Cody de eerste vlucht in Groot-Brittannië met een zelf gebouwd vliegtuig uit bamboe en doek dat nu Brits legervliegtuig nr. 1 wordt genoemd. De legerleiding zag er echter geen potentieel in. De verdere ontwikkeling lag in de handen van onder meer Thomas Sopwith, Alliott Verdon Roe en Frederick Handley Page. Officieren leerden vliegen in hun vrije tijd op eigen kosten.

Het vroegere Britse Rijk.

Tegen 1911 veranderde dit en werd de eerste luchteenheid met vliegtuigen opgericht. Het vliegbrevet dat piloten moesten hebben werd toen terugbetaald door het Ministerie van Oorlog. In 1912 werd het Koninklijk Vliegenierskorps opgericht om het luchtwapen effectief te organiseren. De taken van het korps waren in die tijd verkenning, onderschepping en tactische ondersteuning. Het bestond uit een militaire vleugel, marinevleugel, vliegschool, reserve en een vliegtuigfabriek. De ideeën van het leger en de marine over het luchtwapen liepen vervolgens uiteen en in 1914 richtte de marine een eigen luchtdienst op.

### Eerste Wereldoorlog
Aan het begin van de Eerste Wereldoorlog stelde het Britse luchtwezen nog steeds weinig voor. Al snel gingen gevechtsvliegtuigen de oorlog in de lucht domineren. Toen de Nederlander Anthony Fokker een synchronisatiesysteem toepaste waarmee een machinegeweer kon schieten zonder de propellerbladen te raken werd het echte gevechtsvliegtuig een feit. Duitslands Fokkers brachten het Britse vliegwezen een zware slag toe in de middenjaren van de oorlog. Daarna kwamen ook de Britten met sterke gevechtsvliegtuigen, zoals de beroemde Sopwith Camel. Men had ook meer piloten nodig, en dus werd een vliegschool geopend in Canada die samenwerkte met de jonge Amerikaanse luchtvaartdienst.

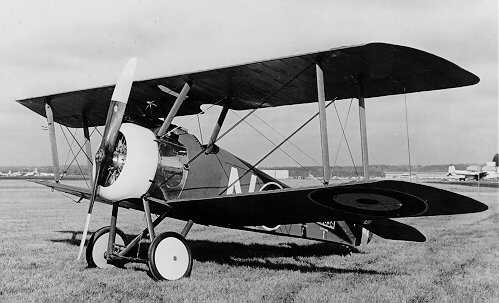
De Sopwith Camel was het voornaamste Britse vliegtuig in de Eerste Wereldoorlog. Er werden meer dan 20.000 stuks van gebouwd.

Ondertussen waren het vliegenierskorps en de marineluchtdienst in strijd om vliegtuigen en motoren en gingen stemmen op om ze opnieuw samen te voegen. Op 29 november 1917 gaf het Britse parlement zijn goedkeuring aan de oprichting van de Royal Air Force, die op 1 april 1918 een feit werd.
De nieuwe luchtmacht speelde een cruciale rol in het counteren van het grootste Duitse offensief in de lente van 1918. In mei 1918 werd een onafhankelijke strategische bommenwerpermacht opgericht met als doel het bombarderen van Duitsland. Toen de oorlog eindigde, was de Britse luchtmacht de sterkste ter wereld geworden met meer dan twintigduizend vliegtuigen en bijna driehonderdduizend manschappen. Tegen 1920 bleef daar nog een tiende van over.

### Het interbellum
Na de oorlog wilden velen, onder wie het leger en de marine, de luchtmacht weer opheffen. Onder meer Winston Churchill, minister van oorlog, behield ze echter als derde militaire tak. Er werden emblemen, rangen en uniformen ingevoerd en de luchtmacht werd hervormd om een kleine maar sterke macht te worden. In 1937 richtte de marine opnieuw een eigen luchtvaarddienst op: het Vlootluchtwapen. De luchtmacht zelf speelde intussen een belangrijke rol in het immense Britse Rijk dat het vanuit de lucht kon controleren. Er werd nauwelijks samengewerkt met het leger of de marine. Ook kwam het gevechtsvliegtuig pas weer onder de aandacht toen er in de jaren dertig opnieuw oorlogsdreiging heerste. De Duitse luchtmacht had op dit vlak een groot numeriek overwicht bereikt en leverde directe steun aan grondtroepen.

### Tweede Wereldoorlog

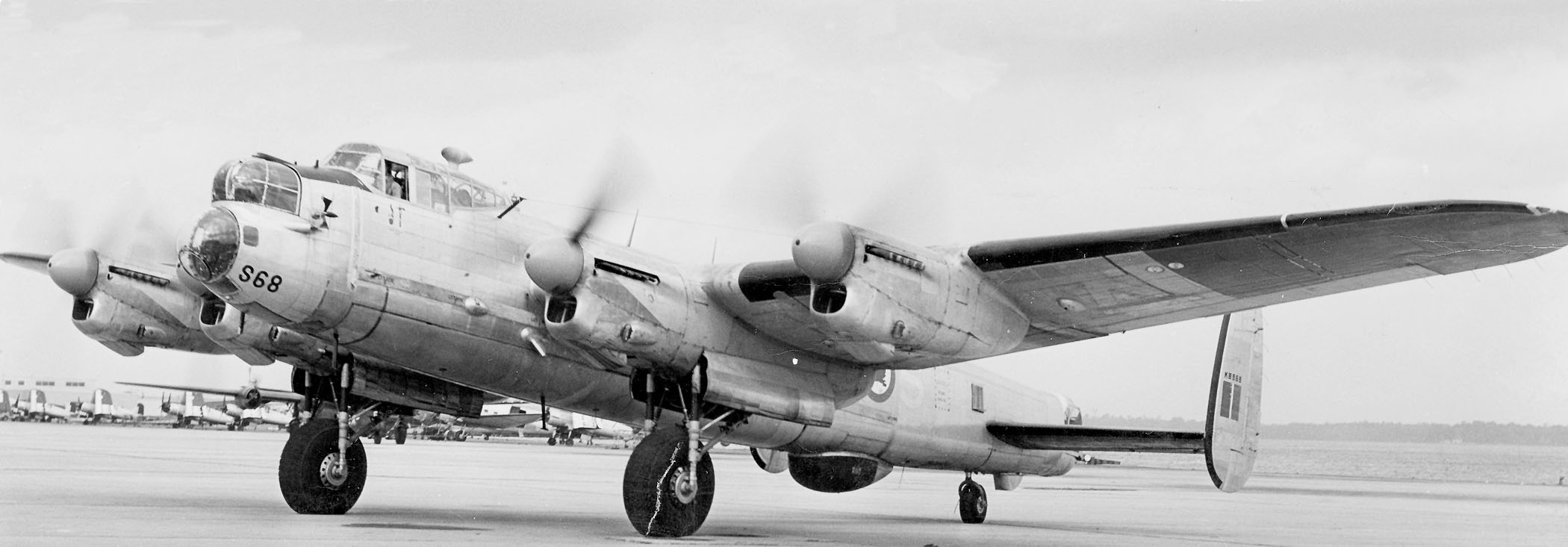
Met zware viermotorige bommenwerpers als de Avro Lancaster werd Duitsland aanhoudend door de RAF gebombardeerd.

Toen de Tweede Wereldoorlog aanving was duidelijk dat gevechtsvliegtuigen en bommenwerpers vitaal waren, naast bevoorrading en transport. De RAF werd gevoelig uitgebreid en er werden squadrons gevormd met piloten uit het Gemenebest en door Duitsland bezette Europese landen. Uiteindelijk telde ze meer dan een miljoen manschappen. De luchtmacht slaagde erin een Duitse invasie af te weren bij de Slag om Engeland in 1940. De RAF begon ook te bombarderen in Duitsland. Vanaf 1942 begonnen deze campagnes effect te krijgen doordat meer en betere vliegtuigen in dienst kwamen. Na de oorlog was de luchtmacht betrokken bij de Berlijnse luchtbrug. De RAF leverde bijna een zesde van de voorraden aan het door het westen bezette deel van de stad, tot de Russische blokkade in 1949 werd opgeheven.

### Koude Oorlog
Tegen april 1947 was de RAF afgeslankt tot minder dan driehonderdduizend manschappen. Ondanks het feit dat het Verenigd Koninkrijk nagenoeg bankroet was na vijf jaar oorlog werd besloten ze te moderniseren met straaljagers en kernwapens. De Tweede Wereldoorlog had Europa verdeeld achtergelaten en nu begon de zogenaamde Koude Oorlog tussen oost en west. Het Verenigd Koninkrijk was niet langer een macht op zich, maar maakte deel uit van het westelijke blok dat door de Verenigde Staten werd geleid. Samen met de andere westelijke landen werd de NAVO opgericht. Gedurende de jaren vijftig en zestig verwierven ook vele kolonies onafhankelijkheid. De RAF verliet bijna alle overzeese bases in Azië en het Midden-Oosten. Vanaf dan concentreerde men zich op Europa en de Noord-Atlantische oceaan. De RAF was in deze woelige periode geregeld betrokken bij kleinere conflicten.

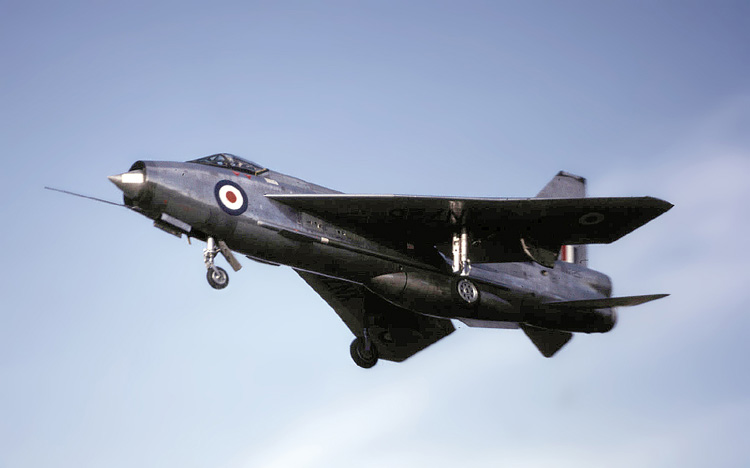
De English Electric Lightning haalde tweemaal de geluidssnelheid en was het eerste vliegtuig met een kruissnelheid boven de snelheid van het geluid.

De luchtmacht kromp steeds verder in, maar werd tegelijkertijd wel duurder. De ontwikkeling van vliegtuigen werd steeds complexer en de nieuwe toestellen vroegen steeds meer van bemanning en grondpersoneel. De Blue Steel-kernbom en de Avro Vulcan-kernbommenwerper werden ontwikkeld waarmee een strategische nucleaire afschrikkingsmacht – de zogenaamde V-Force – werd gevormd. Met de Koreaanse Oorlog in 1950 werd het defensiebudget gevoelig verhoogd en nam het aantal manschappen en de hoeveelheid materieel toe. Halverwege het decennium had de luchtmacht zo'n tweehonderdzeventigduizend manschappen in dienst. Ook werd begin jaren zestig de English Electric Lightning ontwikkeld; het laatste geheel Britse gevechtsvliegtuig.
Die gevechtsvliegtuigen dienden slechts tot het beschermen van de bommenwerpers, maar met de opkomst van luchtafweerraketten veranderden de rollen. De hoogvliegende V-bommenwerpers gingen laag vliegen met conventionele bommen en eindigden later als tankvliegtuigen. De marine nam de nucleaire rol over en installeerde Amerikaanse Polarisraketten op haar onderzeeërs. Intussen onderging de luchtmacht ook een aantal besparingsrondes. Het aantal manschappen werd ingekrompen, van 148.000 in 1962 tot 120.000 in 1968 en verder tot 90.000 in 1976.

### Falklandoorlog
In 1982 speelde de RAF een belangrijke rol in de Falklandoorlog tegen Argentinië, dat twee Britse overzeese eilandgebieden had bezet. Tankvliegtuigen waren cruciaal voor een oorlog op deze afstand en een aantal oude V-bommenwerpers en C-130-transportvliegtuigen werden voor deze rol uitgerust. De luchtmacht leverde ook vier nieuwe zware Chinook-helikopters, maar verloor er drie toen de Atlantic Conveyor, die ze vervoerde, tot zinken werd gebracht. Na het winnen van deze oorlog behielden de Britten een sterke militaire aanwezigheid op de Falklandeilanden.

### Het post-Sovjettijdperk
In de jaren negentig stond de wereld opnieuw voor grote veranderingen. De val van de Berlijnse Muur en het uiteenvallen van de Sovjet-Unie maakten een einde aan de Koude Oorlog en de dreiging van een Derde Wereldoorlog tussen Oost en West. De focus kwam te liggen op korte operaties over grote afstanden; en dan voornamelijk in samenwerking met de bondgenoten. De RAF nam vervolgens deel aan onder meer de Golfoorlog, Kosovo-oorlog, Afghaanse Oorlog, Irakoorlog en de NAVO-bombardementen in het kader van de Libische burgeroorlog.

## Luchtmachtbases
Overige
RAF Ascension Island (Ascension)
RAF Akrotiri (Akrotiri en Dhekelia)
RAF Troodos (Cyprus)
RAF Mount Pleasant (Falklandeilanden)
RAF Mount Alice (Falklandeilanden)
RAF Gibraltar (Gibraltar)
RAF Al Udeid (Qatar)

## Bekende toestellen gebruikt bij de RAF
- Avro Lancaster
- Avro Shackleton
- Avro Vulcan
- De Havilland Mosquito
- English Electric Lightning
- Fairey Battle
- Gloster Meteor
- Hawker Hunter
- Hawker Hurricane
- North American F-86 Sabre
- Panavia Tornado
- Sopwith Camel
- Supermarine Spitfire
- Eurofighter Typhoon
- Lockheed Martin F-35 Lightning II
- Hawker Harrier
- BAe Hawk

## Inventaris

### Vliegtuigen

#### Gevecht
- Eurofighter Typhoon: Sinds 2003. Verving de Harrier die eind 2010 uit dienst werd genomen.
- Panavia Tornado: Sinds 1982. Werd in 2019 vervangen door de F-35.

#### Tanker en transport
- Boeing C-17 Globemaster III: In 2008 aangeschaft voor zwaar transport door de vertraging van de Airbus A400M.
- C-130 Hercules: Voor korter transport. Zou in 2022 uit dienst gaan.
- Lockheed TriStar: Negen als luchttanker/transportvliegtuig uitgevoerde Lockheed L-1011 TriStars. Besteld nadat de Falklandoorlog de nood hieraan aangetoond had. Zal worden vervangen door de Airbus A330 MRTT.
- Vickers VC-10: Luchttankers. In 2013 uit dienst gegaan en vervangen door de Airbus A330 MRTT.
- Airbus A330 MRTT: Luchttanker en transport.
- BAe 145 en BAe 146: VIP-transport.

#### Radar en verkenning
- Boeing E-3: In de jaren 1980 gekocht voor AWACS.
- Raytheon Sentinel: Sinds 2008 voor AWACS. Gaan mogelijk uit dienst na terugtrekking uit Afghanistan.
- Beechcraft Shadow R1: In 2009 gekocht als verkenningsvliegtuig.
- Britten-Norman Islander.
- MQ-9 Reaper: Onbemand verkenningsvliegtuig in 2006 gekocht voor de operaties in Afghanistan.

#### Opleiding

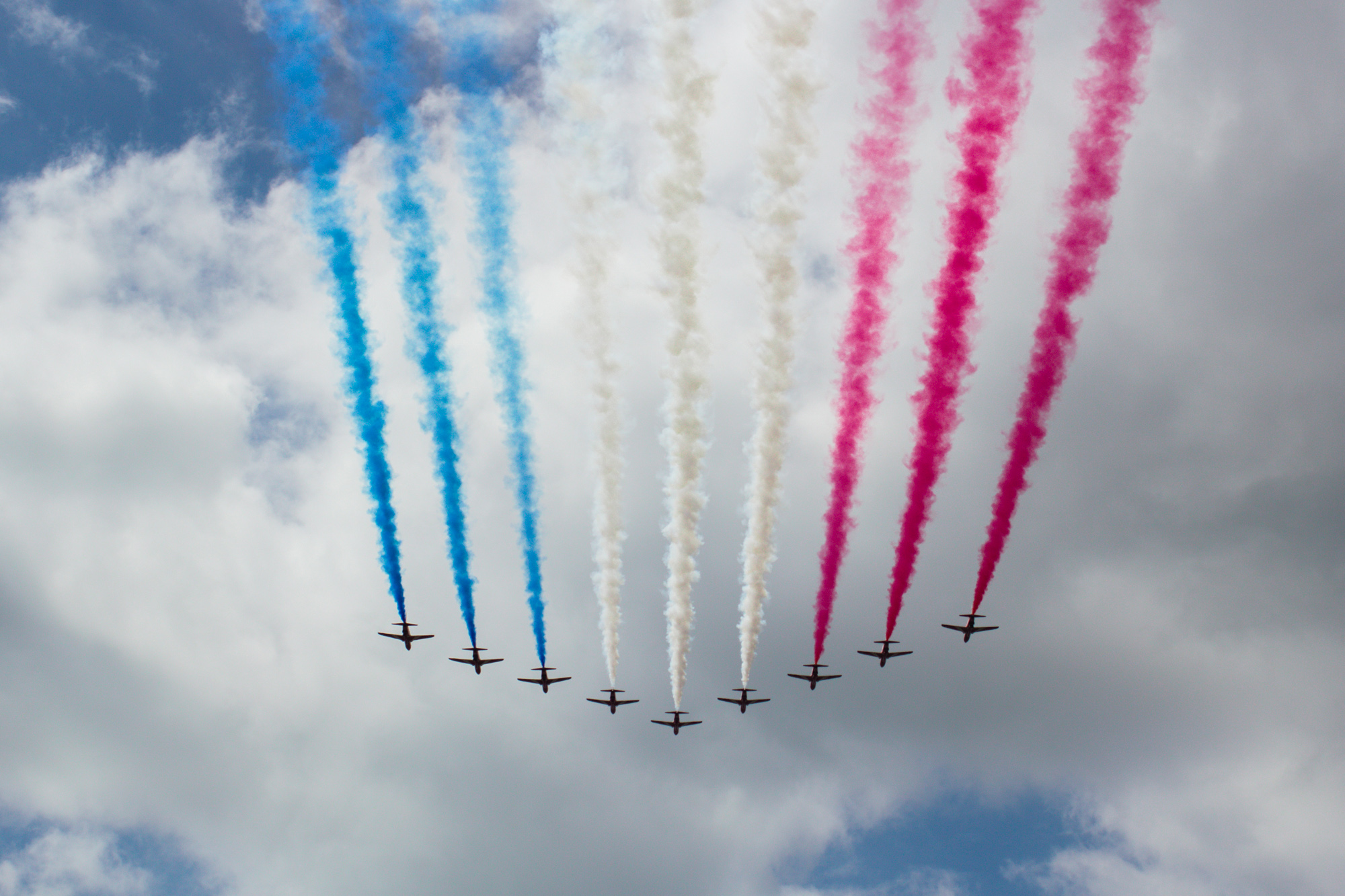
Red Arrows

- Grob G 109 en Grob G 115: Lichte propellorvliegtuigen voor de basisopleiding.
- Short Tucano: Propellorvliegtuig voor de basisopleiding.
- BAe Hawk: Straaljager voor de voortgezette opleiding.

Van de gevechtsvliegtuigen zijn ook tweezitsopleidingsversies beschikbaar om piloten op te leiden.

#### Demonstratieteam
De RAF heeft een demonstratieteam, de Red Arrows, officieel het Royal Air Force Aerobatic Team. Het vliegt met negen BAe Hawks.

### Helikopters

#### Transport
De transporthelikopters leveren ondersteuning op het slagveld en worden gedeeld met leger en marine.
- AgustaWestland AW101.
- Boeing CH-47 Chinook.
- Aérospatiale Puma.

#### Opleiding
- Eurocopter Écureuil.
- Bell 412: ook gebruikt voor SAR.

#### Andere
- AgustaWestland AW109: VIP-transport.
- Westland Sea King: SAR.

## Varia
- Een van de oprichters van de RAF, Henry Allingham, was in juli 2009 even de oudste man ter wereld. Op 18 juli van dat jaar overleed hij op 113-jarige leeftijd.